# Illizi (provins)
26°29′N 8°28′Ø / 26.48°N 8.47°Ø
Illizi (arabisk: ولاية اليزي, berbisk: ⵉⵍⵍⵉⵣⵉ) er en af Algeriets 48 provinser. Administrationscenteret er Illizi.